# Museu de Belas Artes de Dijon

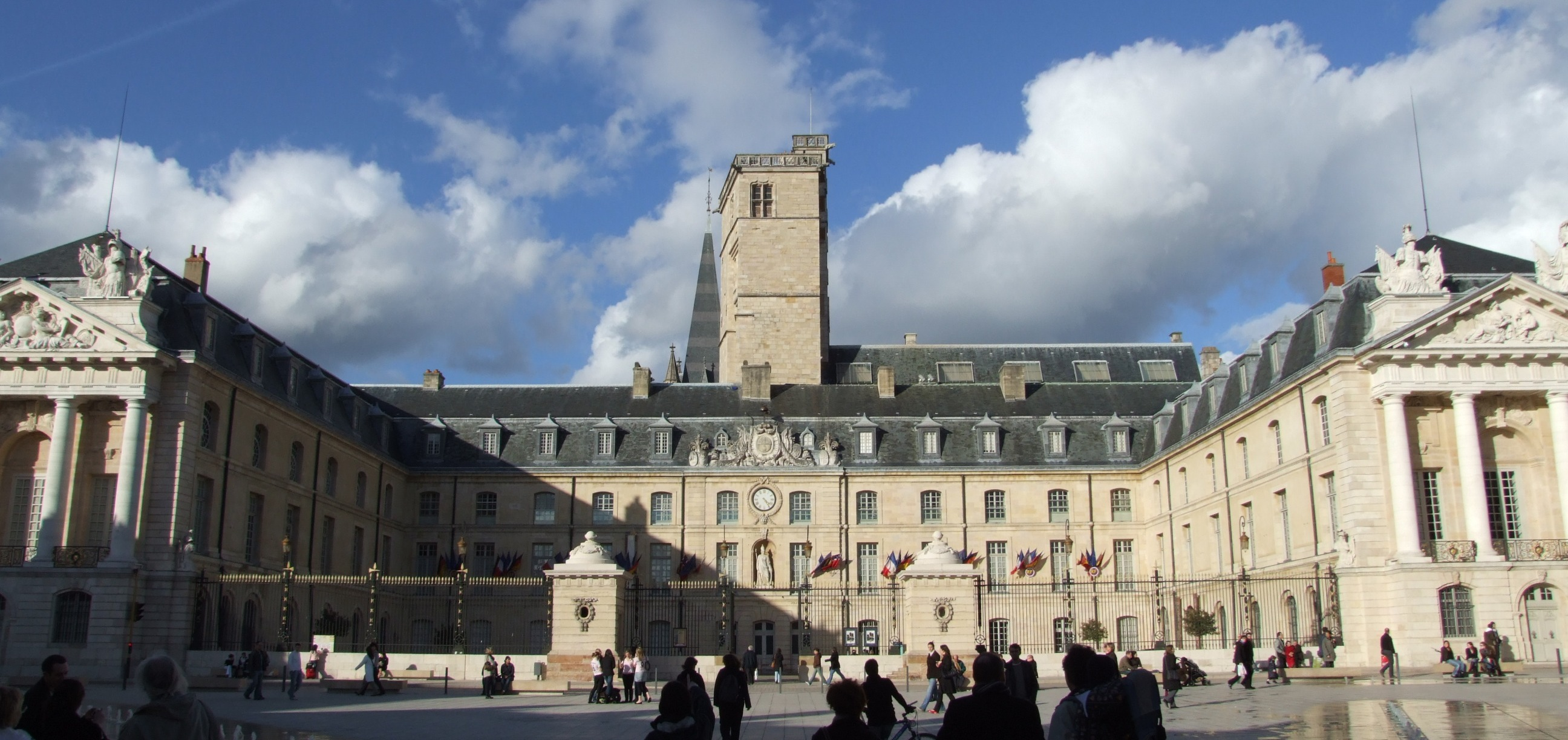
Palácio dos Duques de Borgonha, sede do Museu de Belas Artes de Dijon

O Museu de Belas Artes é um museu da cidade de Dijon, na França. Está instalado no antigo Palácio dos Duques de Borgonha e em uma ala do Palácio Municipal.

## Histórico
O Palácio dos Duques de Borgonha é um prédio histórico que serviu como residência dos Duques desde 1364 até a época de Carlos, o Temerário. Em 1477 a Borgonha foi anexada aos domínios reais e o palácio passou a ser uma das residências do estado. O Palácio Municipal foi desenhado por Jules Hardouin-Mansart no século XVII, e reformado no século seguinte.
O museu foi criado em 1787 a fim de propiciar um local educativo para os aluno da Escola de Desenho, abrindo ao público em 1799, com dois espaços de exposição, um dedicado a esculturas e outro a pinturas. O acervo foi sendo formado em torno das obras laureadas com o Prêmio de Viagem a Roma, e mais tarde foi enriquecida com peças do Império, com doações do estado e de colecionadores privados.
Por força da limitação de espaço a coleção do museu é exposta apenas parcialmente, e um projeto de ampliação foi lançado em 2006, pretendendo reformar e incorporar diversos ambientes até então não utilizados. 

### Os espaços
- A tumba dos Duques de Borgonha

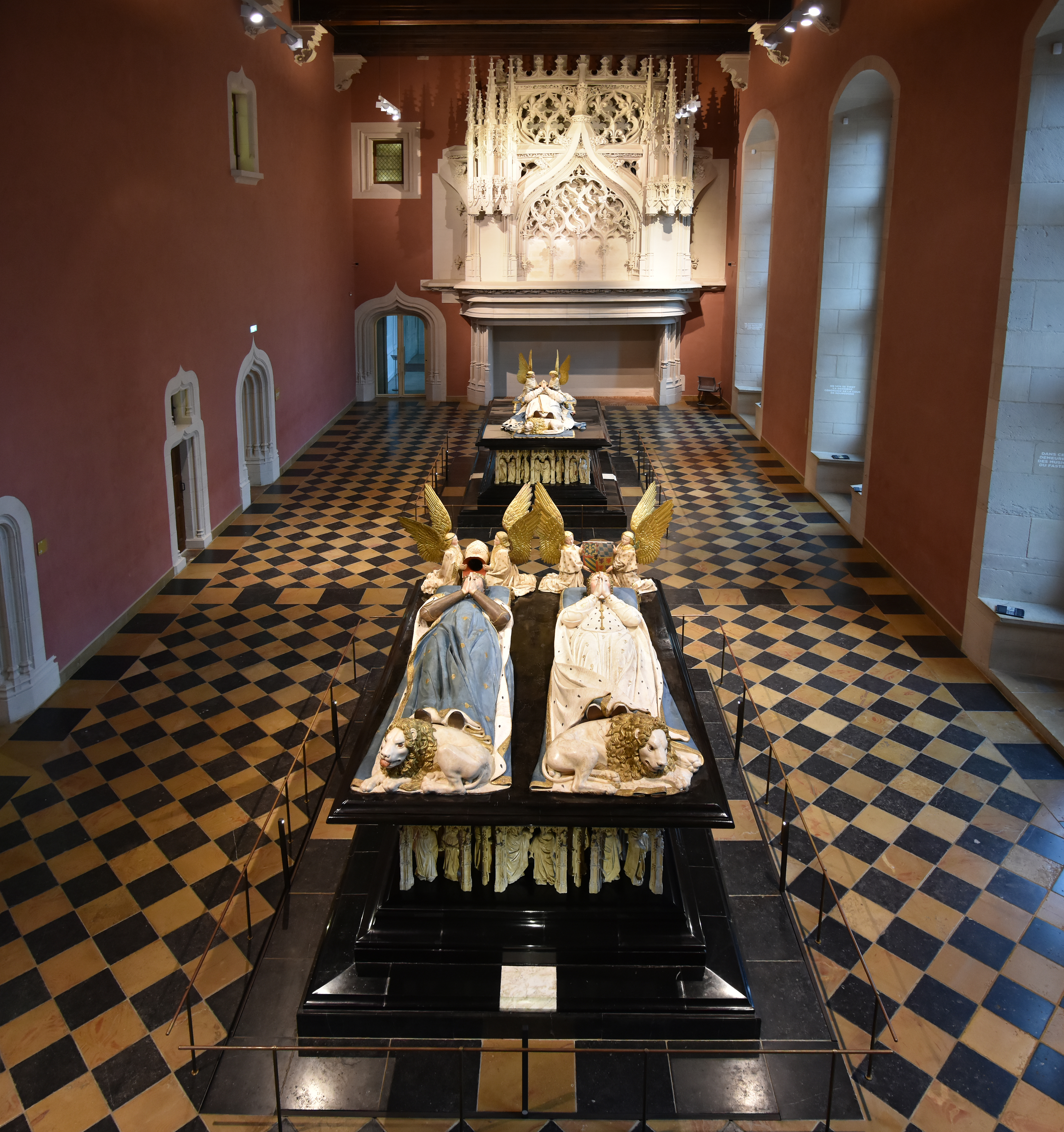
A tumba dos Duques da Borgonha

Preserva a memória e a glória da corte da Borgonha. Originalmente no Monastério de Champmol, a antiga necrópole ducal, foi transferida para o museu em 1827 por Févret de Saint-Mémin, com seus retábulos, tapeçarias e esculturas góticas.
- A Sala do Capítulo

Reunindo peças provenientes da Sainte-Chapelle e da Ordem do Tosão de Ouro, além de importante coleção de pintura, mobiliário e escultura.

## A coleção

### Pintura da Renascença ao século XVIII
A seção de pintura é particularmente rica, com obras que vão desde o gótico até o século XVIII com peças de mestres como Konrad Witz, Ambrogio Lorenzetti, Lorenzo Lotto, Veronese, Rubens, Guido Reni, Robert Campin, Georges de la Tour, Jean-Marc Nattier, Jean-Baptiste Greuze e Hubert Robert, e mutos outros.

### Pintura e escultura dos séculos XIX e XX
Enfocando em obras de pintura o período do romantismo (Théodore Géricault, Pierre-Paul Prud'hon), os artistas oficiais (Bouguereau, James Tissot), os independentes (Monet, Manet, Sisley), os modernos (Braque, Gris), expressionistas (Rouault) e os pertencentes à Escola de Paris dos anos 50 a 70 (Vieira da Silva, Nicolas de Staël, Étienne Hajdu e Alfred Manessier). 
Na escultura se encontram criações, entre outros, de François Rude e Jean Dubois.

### Coleção egípcia
Criada a partir da doação o arqueólogo Albert Gayet com cerva de 340 peças escavadas no sítio arqueológico de Antinoé, com destaque para máscaras funerárias greco-romanas e retratos de Faium.

## Galeria

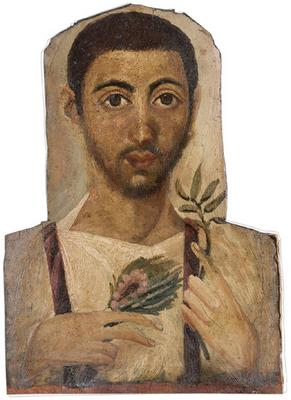
Retrato de homem, Egito, século III
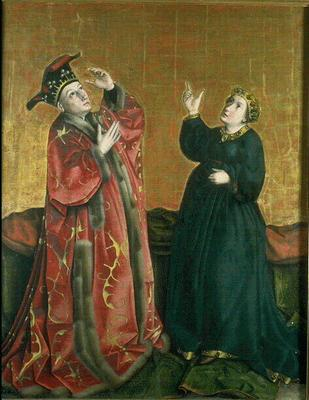
Konrad Witz: O Imperador Augusto e a sibila de Timur
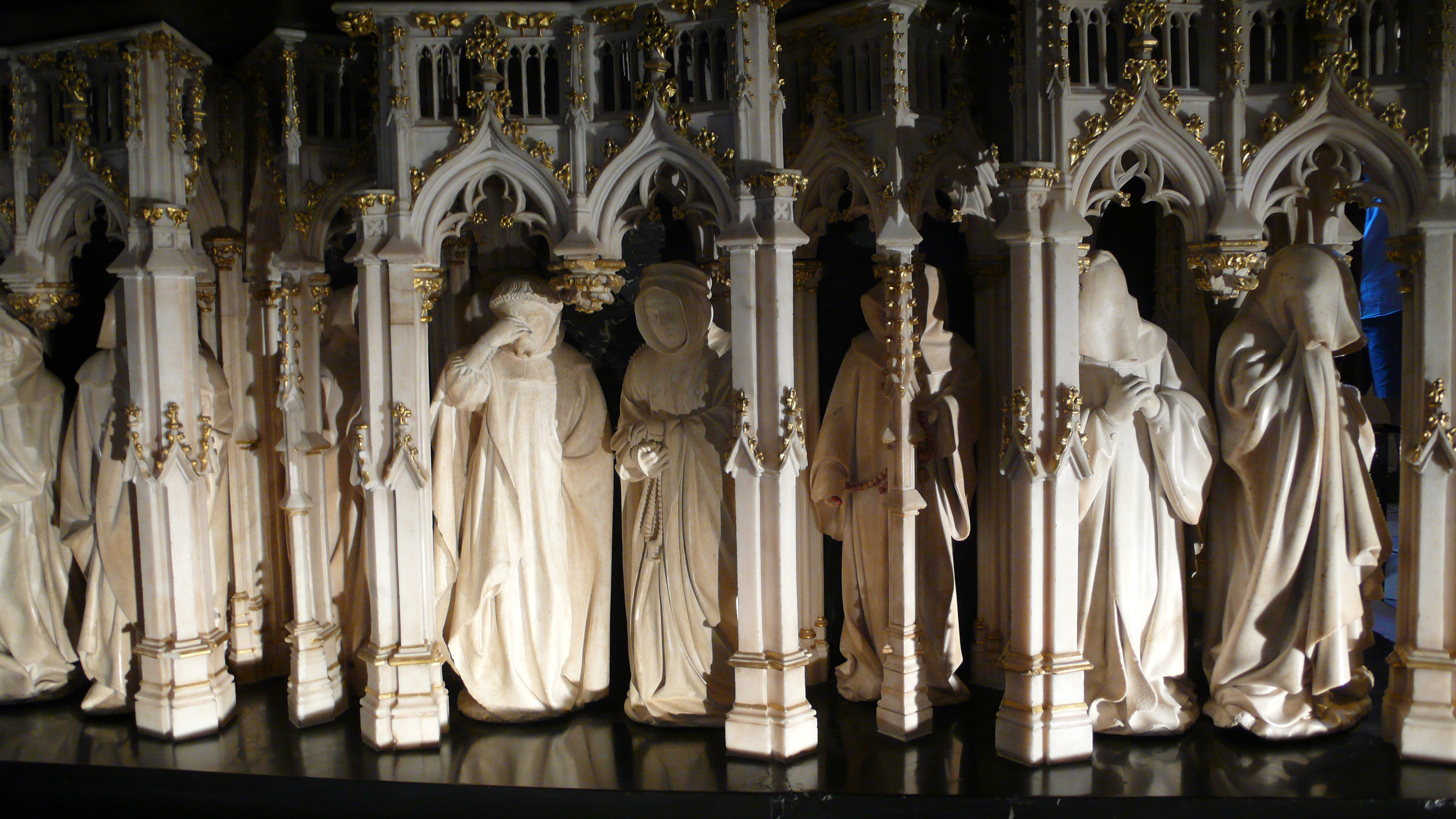
Detalhe da decoração escultórica da tumba de Filipe, o Bom
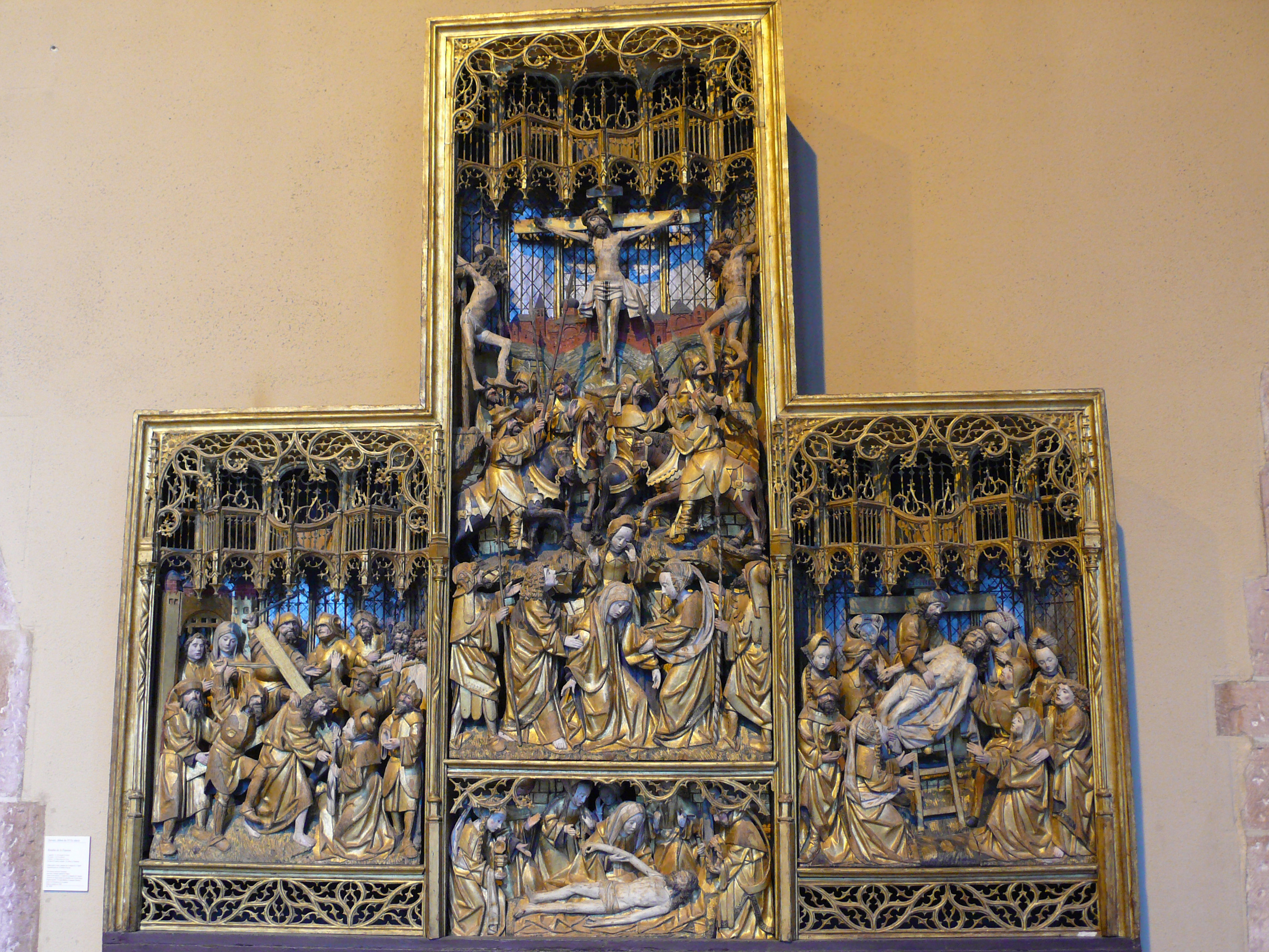
Retábulo da Paixão
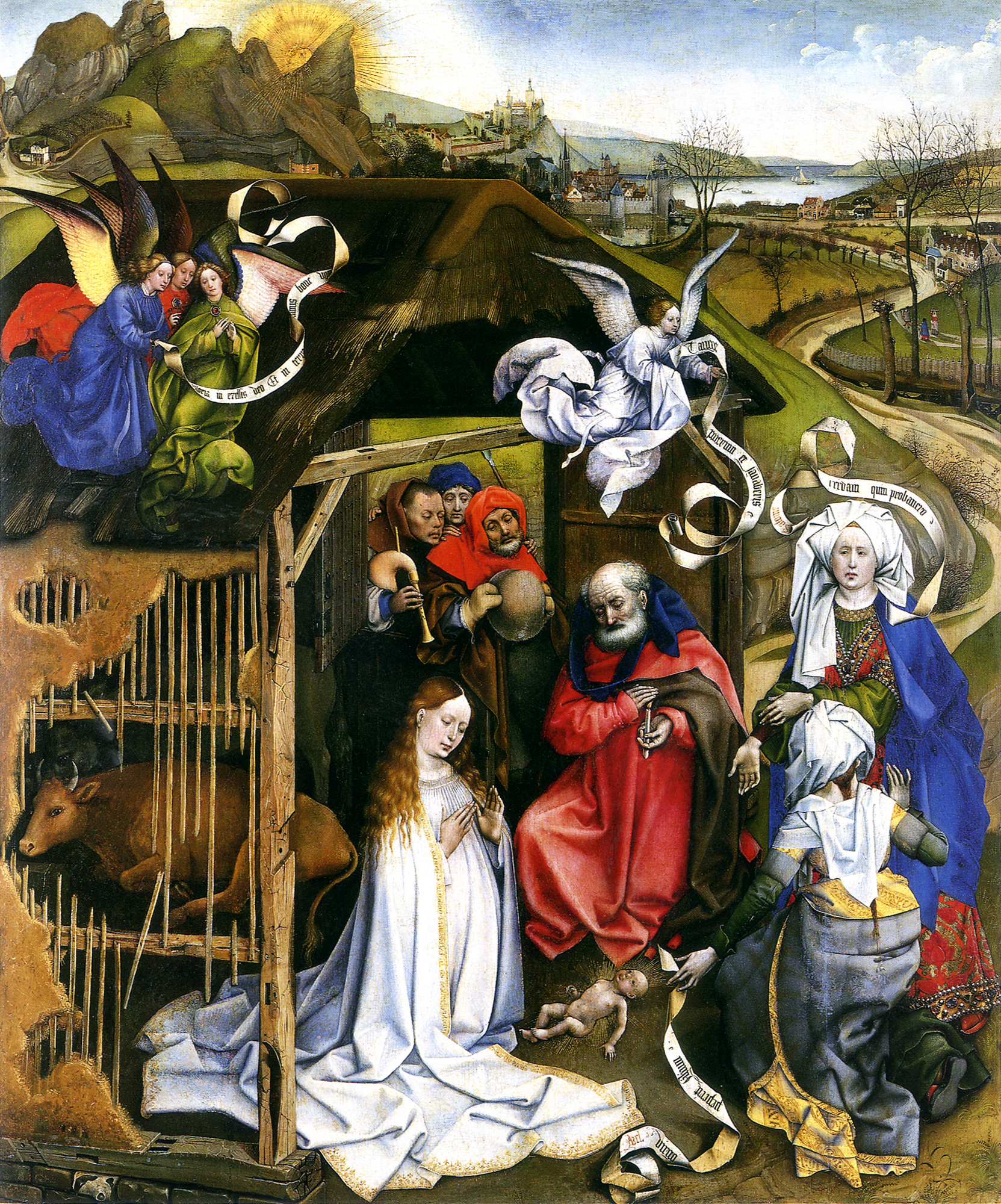
Robert Campin: O Nascimento de Cristo
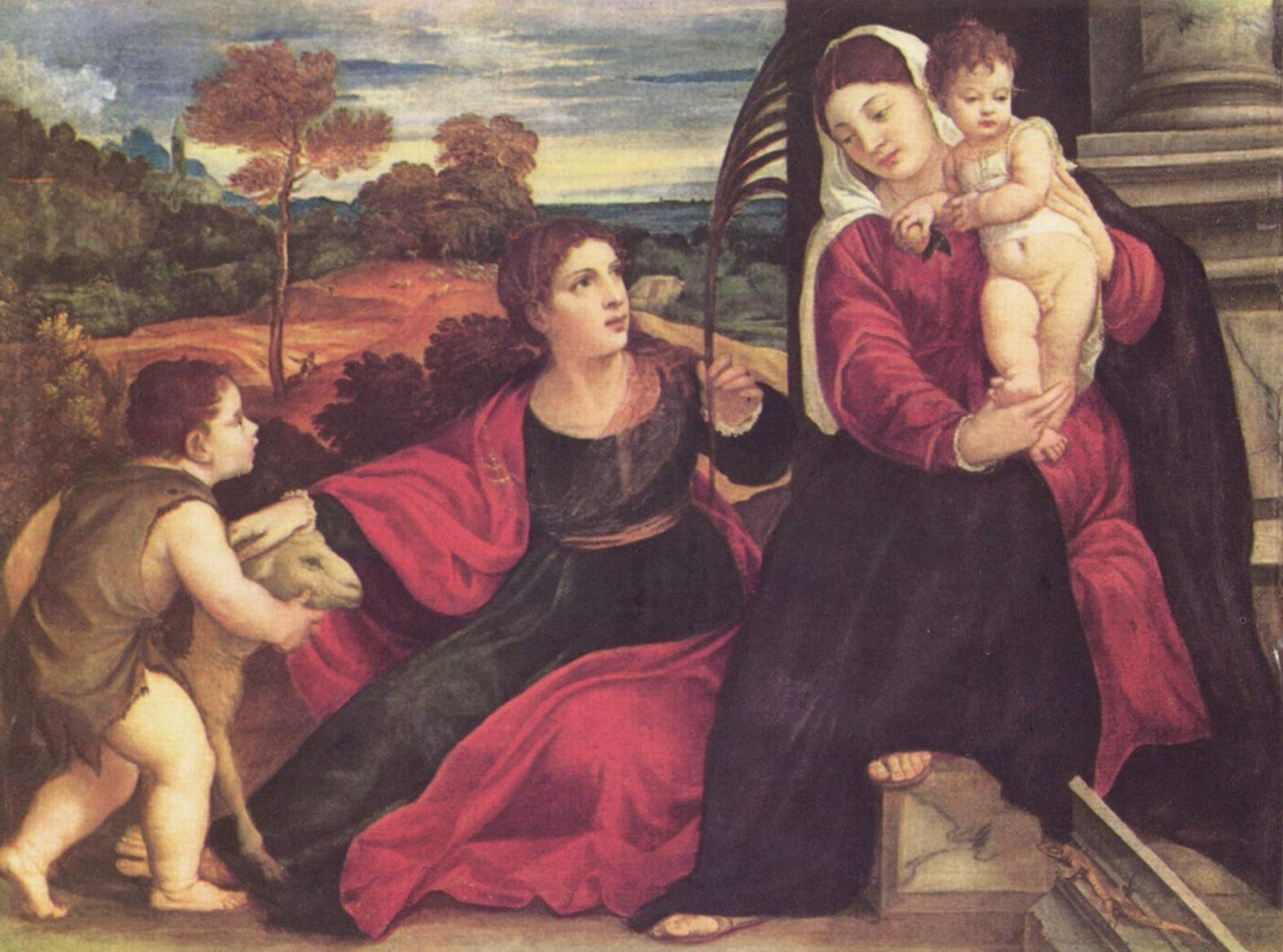
Ticiano: Madonna com Santa Inês e São João Batista
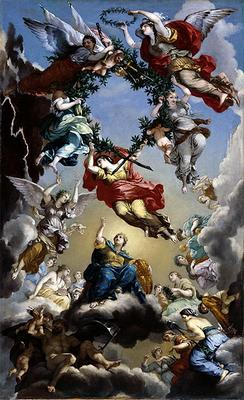
Prud'hon: A glorificação do governo da Borgonha
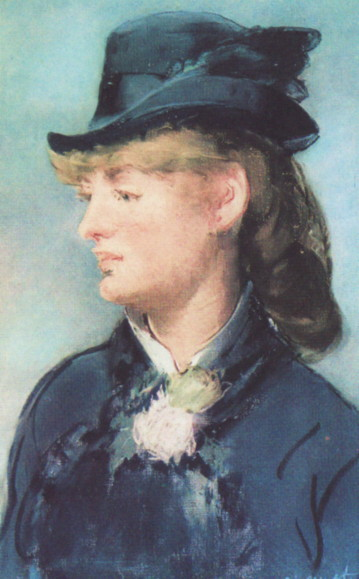
Edouard Manet: A modelo do Folies Bergere